# Jean Laborbe
Jean Henri Laborbe, né le 8 octobre 1911 à Lyon et y décédé le 23 mai 1958 à Pommiers fut un homme politique français. Il adhéra au groupe parlementaire Union pour la nouvelle République.
Issu de l'Institut agricole de Fribourg, il est ingénieur exploitant agricole; président de la fédération des syndicats agricoles du Rhône.
Il est élu à la mairie de Pommiers (Rhône) (1948) et député indépendant paysan du Rhône en 1951 et 1956. En 1958, il est délégué à l'Assemblée parlementaire européenne.

## Sources
- Ressource relative à la vie publique :   - Base Sycomore
- Sa bio/Site de l'Assemblée nationale